# Barbara Ptak
Barbara Ptak (ur. 6 kwietnia 1930 w Chorzowie) – polska kostiumolożka teatralna i filmowa. Absolwentka Akademii Sztuk Pięknych w Krakowie i Warszawie. Autorka oprawy plastycznej do ponad dwustu przedstawień dramatycznych, oper, operetek, musicali i filmów.
Cztery filmy, do których artystka zaprojektowała kostiumy, otrzymały nominacje do Oscara: Nóż w wodzie (1963), Faraon (1966), Ziemia obiecana (1975) oraz Noce i dnie (1975). Jest też autorką kostiumów do serialu telewizyjnego Królowa Bona (1980).

## Życiorys
W 1951 roku Ptak (z domu Boruszak) zdała maturę w Liceum Sztuk Plastycznych w Katowicach. Studia artystyczne rozpoczęła w Krakowie. Studiowała również w Katowicach na wydziale grafiki krakowskiej ASP. W 1963 roku uzyskała dyplom ukończenia Wydziału Grafiki Artystycznej ASP w Warszawie w pracowni prof. Józefa Mroszczaka. Teoretyczną pracę dyplomową wraz z projektem wystawy z okazji 75-lecia kina w Polsce przygotowała pod kierunkiem prof. Jerzego Teoplitza.
W 1960 roku, jeszcze jako studentka, podjęła współpracę kostiumograficzną przy realizacji Waleta Pikowego w reżyserii Tadeusza Chmielewskiego, ze scenografią i kostiumami Bolesława Kamykowskiego. W tym czasie współpracowała też z wytwórniami filmowymi w Warszawie, Łodzi i Wrocławiu jako projektantka kostiumów.
W 1985 roku w teatrze w Wittenberdze wystawiono sztukę Planet der Verliebten (aut. H. Kahlow, Gerd Natschinski), do której stworzyła scenografię.
Jest znana z wyjątkowej dbałości o detale, dokładność i wierność historyczną kostiumów, które zaprojektowała. Oznacza to m.in. szycie z naturalnych, bliskich oryginałowi materiałów, sposobie zapięcia, a nawet bielizny aktorów grających role z epoki.

## Teatr
Ptak związana jest z teatrem – nie tylko zawodowo, ale też emocjonalnie i towarzysko – od 1957 roku. Debiutowała w 1966 roku na scenie Teatru Śląskiego w Katowicach projektami scenografii do sztuki Cezar i Kleopatra (aut. George Bernard Shaw, reż. Mieczysław Daszewski).

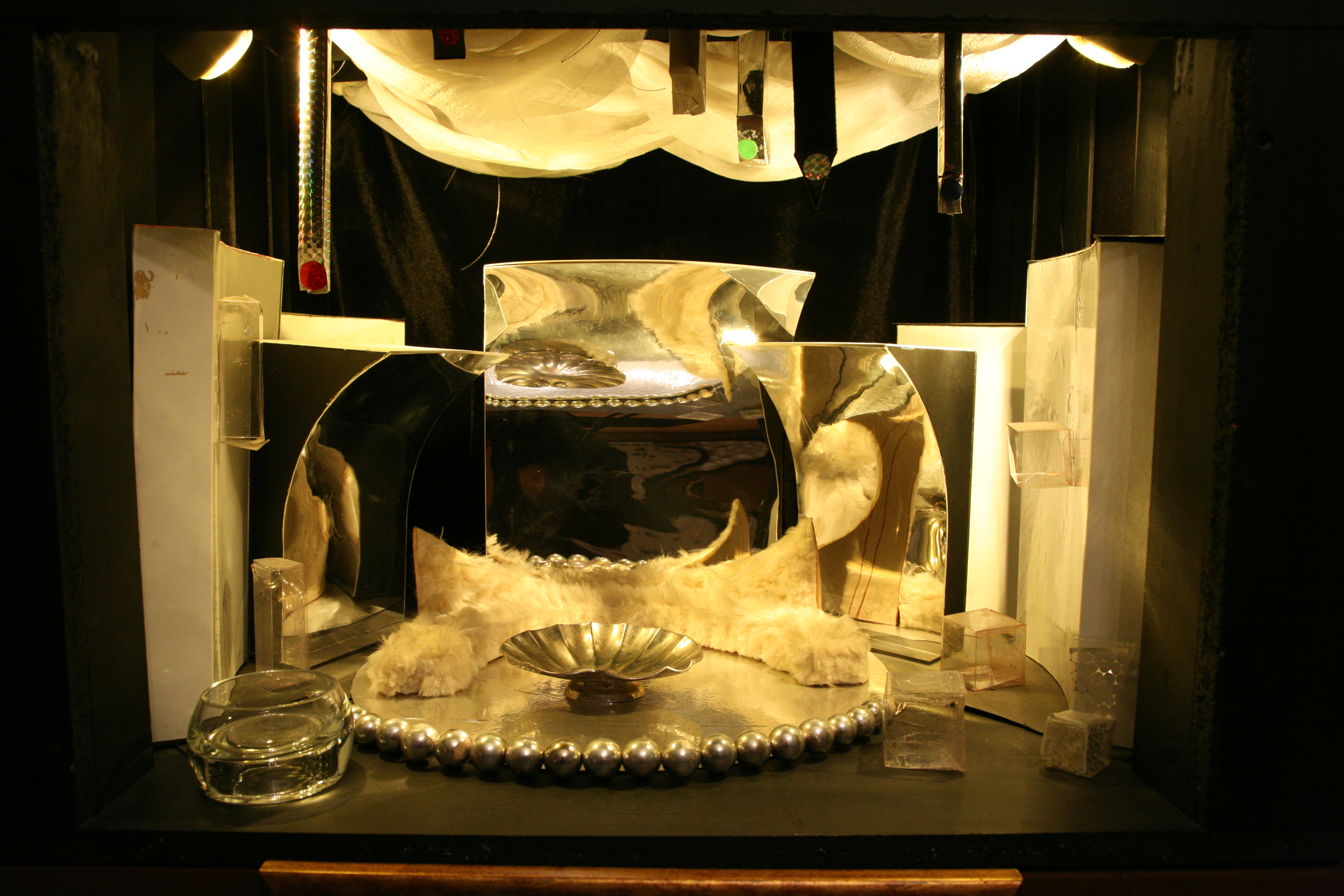
Makieta scenografii do spektaklu Bolesna Kreatywność Śmierci (2007)

W ciągu swej kilkudziesięcioletniej kariery artystka współpracowała z następującymi placówkami w Polsce: Operetką Śląską w Gliwicach, Teatrem Śląskim im. Wyspiańskiego w Katowicach, Operą Śląską w Bytomiu, Teatrem Bagatela w Krakowie, Teatrem Polskim w Bielsku-Białej, Teatrem Zagłębia w Sosnowcu, Teatrem na Woli w Warszawie, Teatrem Nowym w Zabrzu, Teatrem Powszechnym w Łodzi, Teatrem Wybrzeża w Gdańsku, Teatrem Rozrywki w Chorzowie, Teatrem im. Kochanowskiego w Opolu, Operą w Bydgoszczy, Teatrem Dzieci Zagłębia im. Dormana w Będzinie, Teatrem Syrena w Warszawie, Teatrem Satyry „Maszkaron” w Krakowie, Teatrem im. Jaracza w Olsztynie, Teatrem Muzycznym w Łodzi, Teatrem im. Mickiewicza w Częstochowie, Sceną 113 Górnośląskiego Centrum Kultury im. Bochenek w Katowicach, Teatrem Muzycznym im. Baduszkowej w Gdyni.
Wykonała również scenografie do około 130 produkcji teatralnych, również Teatru Telewizji. Ptak stworzyła kostiumy do dwóch spektakli operowych we Włoszech: L’Ape musicale i Don Giovanni.

## Film
Kostiumy
- 1962: Nóż w wodzie (reż. Roman Polański; nominacja do Oscara)
- 1965: Faraon (reż. Jerzy Kawalerowicz; nominacja do Oscara)
- 1969: Człowiek z M-3 (reż. L. Jeannot, K. Chodura)
- 1969: Rzeczpospolita babska (reż. H. Przybył)
- 1970: Twarz anioła (reż. Z. Chmielewski)
- 1971: Nie lubię poniedziałku (reż. Tadeusz Chmielewski)
- 1972: Perła w koronie (reż. Kazimierz Kutz)
- 1975: Noce i dnie (reż. Jerzy Antczak; projekty blisko 3 tys. kostiumów)
- 1975: Ziemia obiecana (reż. Andrzej Wajda; nominacja do Oscara)
- 1979: Zmory (reż. Wojciech Marczewski)
- 1980–1981: Królowa Bona (serial)
- 1980: Paciorki jednego różańca (reż. Kazimierz Kutz)
- 1987: Wierna Rzeka (reż. Tadeusz Chmielewski)
- 1988: Na kłopoty… Bednarski (reż. Paweł Pitera)
- 1995: Dama kameliowa (reż. Jerzy Antczak)
- 2004: Koniec wojny (reż. Tomasz Szafrański; etiuda fabularna)
- 2005: Diabeł (reż. Tomasz Szafrański)

## Wyróżnienia
- 1980: Nagroda Ministra Kultury i Sztuki (za osiągnięcia w dziedzinie kostiumu filmowego)
- 1985: Złota Maska[5]
- 1985: wyróżnienie niemieckiego Ministerstwa Kultury (za kostiumy do musicalu Planet der Verliebten)
- 1990: Złota Maska (woj. śląskie)[5]
- 1995: Złota Maska (woj. śląskie)[5]
- 2014: Złota Maska (za kostiumy do spektaklu „Noc w Wenecji” Johanna Straussa, reż. Marcin Sławiński, Gliwicki Teatr Muzyczny, Gliwice)[6]
- 2006: Nagroda Marszałka Województwa Śląskiego (za wybitne osiągnięcia w dziedzinie kostiumologii i scenografii)[7]
- 2006: Nagroda Prezydenta miasta Katowice[7]
- 2006: Godło Promocyjne Kapituły „Śląski Oskar”[5]
- 2011: Nagroda Marszałka Województwa Śląskiego (za upowszechnianie i ochronę dóbr kultury)[8]
- 2013: Teatralna Nagroda Muzyczna im. Jana Kiepury (kategoria najlepszy scenograf)[9]
- 2014: 5. Silesia Fashion Day (nagroda za całokształt twórczości)[10]
- 2015: Nagroda Stowarzyszenia Filmowców Polskich[11]

## Odznaczenia
- 2004: Złoty Krzyż Zasługi[12]
- 2008: Srebrny Medal „Zasłużony Kulturze Gloria Artis”[3]

## Muzeum Barbary i Stanisława Ptaków
Muzeum Barbary i Stanisława Ptaków to ekspozycja stała Działu Teatralno-Filmowego Muzeum Historii Katowic mieszcząca się w byłym mieszkaniu państwa Ptaków. W zbiorach znajdują się pamiątki oraz dokumentacja życia zarówno artystycznego, jak i prywatnego Barbary Ptak. Można tam oglądać fotografie, kostiumy sceniczne (m.in. dwie zbroje zaprojektowane do musicalu Człowiek z La Manchy, w którym wystąpił mąż Barbary, Stanisław Ptak), plakaty, nagrody, wyróżnienia oraz wiele innych ciekawostek zgromadzonych przez lata przez tę parę artystów.